# Makedoniens liberala parti
Makedoniens liberala parti, Liberalna partija na Makedonija (LPM) är ett politiskt parti i Nordmakedonien, bildat i december 1999 av Stojan Andov och andra avhoppare från Liberaldemokraterna.
LPM tillhör det Europeiska liberala, demokratiska och reformistiska partiet.
I parlamentsvalet 2006 ingick partiet den segrande VRMO-LPM-koalitionen.